# Васильев, Алексей Михайлович (комментатор)
Алексе́й Миха́йлович Васи́льев (род. 31 января 1975, Ленинград) — российский документалист, телеведущий, сценарист, режиссёр-постановщик, редактор,
продюсер, комментатор лёгкой атлетики и фигурного катания на девяти Олимпийских играх подряд (с 2000 по 2016). Неоднократный обладатель телевизионной премии ТЭФИ.

## Биография
Работает на телевидении с 1994 года. Окончил факультет журналистики Санкт-Петербургского государственного университета в 2001 году. Профессионально занимался бегом на средние дистанции. Четверть века прожил в коммунальной квартире на Васильевском острове. Был главным редактором двух телекомпаний: «Адамово яблоко» Кирилла Набутова (с 1999 по 2007 год) и «100 ТВ» (с апреля 2012 по май 2013 года). Является автором, режиссёром, продюсером и/или диктором нескольких десятков документальных фильмов Первого канала, произведённых ЗАО «Европа ТВ», «Адамовым яблоком» и другими компаниями. Продюсер и сценарист документального фильма «Первая любовь» на телеканале «Домашний» (2010), украинского комедийного сериала «Ласточкино гнездо» (2011). Участвовал в программе Ивана Охлобыстина «Первый класс» (выпуск об Евгении Плющенко от 27 марта 2012 года), в игре «Русские на форте Боярд». Был членом президиума Федерации фигурного катания Санкт-Петербурга в 2011—2014 гг.

## Работы

### Ледовые шоу(постановщик, ведущий)
- «Белоусова и Протопопов. Возвращение домой» (2003)[18]
- «Звёзды в Ледовом дворце» (2 и 3 июня 2005)[19]
- «Алексей Ягудин в кругу друзей» (2 октября 2005)[20]
- «Звёзды-2014 приглашают…» (с 2006 по 2009)
- Открытие финала Гран-при по фигурному катанию (14 декабря 2006)[21]
- «Короли льда» (30 и 31 марта 2010)
- «70 лет Алексею Мишину» (8 марта 2011)
- «Чемпионы в „Юбилейном“. Сочи-2014. Послесловие»
- «Алексей Мишин. 75!» (8 марта 2016)
- «Тамара Москвина и Алексей Мишин. 50 лет в профессии» (10 марта 2019)
- «Горячий лёд Елизаветы Туктамышевой» (9 марта 2020)

### Биографические, исторические фильмы Первого канала
| №  | Название                                           | Дата эфира |
| -- | -------------------------------------------------- | ---------- |
| 1  | Гении и злодеи (8 серий, режиссёр)                 | 2000       |
| 2  | Романы Матильды Кшесинской                         | 06.12.2004 |
| 3  | Цесаревич Алексей. Жизнь и смерть наследника       | 21.12.2004 |
| 4  | Артек. Пионерская сказка                           | 23.07.2005 |
| 5  | Мой папа — Шаляпин (сценарист)                     | 07.01.2006 |
| 6  | Раймонд Паулс. Полюбите пианиста                   | 12.01.2006 |
| 7  | От Таврического до Охотного                        | 27.04.2006 |
| 8  | Операция «Штурм»                                   | 2007       |
| 9  | Дети-диверсанты                                    | 21.03.2007 |
| 10 | Тёща в доме                                        | 29.10.2007 |
| 11 | Рождённые в блокадном Ленинграде                   | 23.01.2008 |
| 12 | Вырастить звезду. Мамы знаменитостей               | 22.03.2008 |
| 13 | Алексей Герман. Трудности перевода                 | 20.07.2008 |
| 14 | Мама вышла замуж                                   | 16.03.2009 |
| 15 | Упавший с неба                                     | 13.06.2009 |
| 16 | Трезвый образ жизни (5 серий)                      | 2009       |
| 17 | Чапай с нами                                       | 22.11.2009 |
| 18 | Михаил Боярский. «Усы и шляпа — вот мои документы» | 26.12.2009 |
| 19 | Выжившие за гранью                                 | 01.02.2010 |
| 20 | Мой сын — Андрей Краско                            | 16.10.2010 |
| 21 | Бунт Енисея. Хроника укрощения                     | 10.06.2010 |
| 22 | Климат. Сгорим? Замёрзнем? Выживем?                | 19.10.2010 |
| 23 | Александр Розенбаум. Мой удивительный сон          | 17.09.2011 |
| 24 | Эпоха «Пьеха»                                      | 04.08.2012 |
| 25 | Многодетные невесты                                | 07.03.2013 |
| 26 | Юрий Яковлев. «Царь. Очень приятно!»               | 27.04.2013 |
| 27 | Алексей Герман. Трудно быть с Богом                | 20.07.2013 |
| 28 | Бунт Енисея. Родные берега                         | 13.11.2014 |
| 29 | Евгения Добровольская. Всё было по любви           | 28.12.2014 |
| 30 | Юрий Яковлев. Последняя пристань                   | 14.03.2015 |
| 31 | Космодром «Восточный». Поехали!                    | 11.10.2016 |
| 32 | Григорович. Юрий Грозный                           | 02.03.2017 |
| 33 | Русский атом. Новая жизнь                          | 11.03.2018 |
| 34 | Чтобы жили                                         | 27.01.2019 |
| 35 | Война и мир Даниила Гранина                        | 27.01.2019 |
| 36 | Владимир Шахрин. Жить нужно в «Чайф»               | 23.06.2019 |
| 37 | Док-Ток. COVID-19. Битва при Ухане (переводчик)    | 26.04.2020 |
| 38 | Энергия Победы                                     | 10.05.2020 |

### Спортивные фильмы Первого канала
Золотым цветом выделены ленты, победившие в конкурсе ТЭФИ
| №  | Название                                              | Дата эфира |
| -- | ----------------------------------------------------- | ---------- |
| 1  | Розы для Елены Бережной (автор)                       | 08.03.2002 |
| 2  | Евгений Плющенко. Бесконечная дуэль                   | 07.03.2005 |
| 3  | Белоусова и Протопопов. Жизнь в три оборота           | 14.03.2005 |
| 4  | Горячий лёд Ирины Слуцкой                             | 21.02.2006 |
| 5  | Николай Валуев. Зверь с Востока                       | 04.06.2006 |
| 6  | Людмила Пахомова. Короткое счастье королевы льда      | 19.12.2006 |
| 7  | Мода на спорт                                         | 14.07.2007 |
| 8  | Алексей Ягудин. Любовь, боль и лёд                    | 23.03.2008 |
| 9  | Гладиаторы футбола                                    | 09.06.2008 |
| 10 | Чемпионы. Победить через боль                         | 17.08.2008 |
| 11 | Елена Исинбаева. Королева высоты                      | 29.03.2009 |
| 12 | Николай Валуев. Красавец и чудовище                   | 31.05.2009 |
| 13 | Хиддинк. Гус Иванович                                 | 10.10.2009 |
| 14 | Тихонов и Петрова. Золотая пара. Счастливы вместе     | 15.11.2009 |
| 15 | Алексей Ягудин. Мне очень повезло с Татьяной          | 13.12.2009 |
| 16 | От Москвы до Сочи                                     | 2010       |
| 17 | Станислав Жук. Великий одинокий                       | 31.01.2010 |
| 18 | Вячеслав Быков. В атаку!                              | 14.02.2010 |
| 19 | Любовь на всю жизнь                                   | 07.08.2010 |
| 20 | Анатолий Карпов. Все ходы записаны                    | 23.05.2011 |
| 21 | Алексей Мишин. Между звёздами                         | 11.02.2012 |
| 22 | Елена Исинбаева. Девушка с шестом                     | 04.08.2012 |
| 23 | Больше, чем золото                                    | 09.09.2012 |
| 24 | Елена Исинбаева. Вернуться и победить                 | 18.08.2013 |
| 25 | Николай Валуев. Самый крупный политик в мире          | 24.08.2013 |
| 26 | Владимир Кличко — Александр Поветкин. Накануне боя    | 05.10.2013 |
| 27 | Счастливы вместе                                      | 12.10.2013 |
| 28 | Евгений Плющенко. Жизнь продолжается!                 | 18.01.2014 |
| 29 | Сочи-2014. Между прошлым и будущим                    | 26.01.2014 |
| 30 | Волосожар и Траньков. Первая пара. Больше, чем любовь | 09.02.2014 |
| 31 | Сборная России. Билет в Бразилию                      | 18.06.2014 |
| 32 | Виталий Смирнов. Властелин колец                      | 14.02.2015 |
| 33 | Виктор Тихонов. Последний из атлантов                 | 06.06.2015 |
| 34 | Евгений Малкин. Русский среди «пингвинов»             | 07.05.2016 |
| 35 | Сборная России. Перезагрузка                          | 11.06.2016 |
| 36 | Рио-2016. Больше, чем спорт                           | 06.08.2016 |
| 37 | Непобедимые русские русалки                           | 01.10.2016 |
| 38 | Команда навсегда                                      | 15.11.2016 |
| 39 | Русское лето большого футбола                         | 12.06.2018 |
| 40 | Королевы льда. Нежный возраст (продюсер)              | 16.03.2019 |
| 41 | Фабрика чемпионов Алексея Мишина                      | 09.03.2021 |
| 42 | Тамара Москвина. На вес золота                        | 24.06.2021 |
| 43 | Лихая музыка атаки                                    | 02.02.2022 |
| 44 | Короли лыж. Наше золото Пекина                        | 03.02.2022 |

### ВГТРК
«Культура»
- «Тихий гений. Александр Попов» (16 марта 2009): режиссёр
- «Виктория Горшенина. Я и два гения» (21 ноября 2009)
- «Климат. Последний прогноз» (1 сентября 2013)[25]: режиссёр
- «Гелий Коржев. Возвращение» (7 апреля 2016)[26]: режиссёр
- «Рафаэль. Путь в Россию» (9 ноября 2016)[27]: режиссёр
- «Эскиз Вселенной Петрова-Водкина» (31 января 2017)[28]: режиссёр
- «Оттепель» (7 мая 2017)[29]: режиссёр

«Россия»
- «Наш спорт» (2000—2002) — еженедельное обозрение. Лауреат премий «Золотое перо-2001» и «Сезам-2002»[30]
- «Бандеровцы. Война без правил» (30 ноября 2004)[31]
- «Русские на Олимпиадах» (8 серий, лето 2008)
- «Титаник. Последняя тайна» (10 апреля 2012)[32]: режиссёр
- «Прямой эфир» (3 выпуска, февраль 2014): интервьюер
- Ведущий гала-концерта олимпийских чемпионов по фигурному катанию (24 февраля 2014)
- «Алексей Косыгин. Ошибка реформатора» (26 февраля 2014)[33]: режиссёр
- «Русский корпус. Затерянные во времени» (31 июля 2014)[34]: режиссёр
- «Легенды канала имени Москвы» (23 апреля 2015)[35]: режиссёр

«Спорт»
- «Испанский детектив» (3 серии, 9-11 июня 2004). Об истории противостояний между сборными СССР и Испании по футболу на первых Кубках Европы в 1960-е годы
- «Спорт особого назначения» (не менее 2 серий, 9 мая 2005). О блокадном матче и боксёре Игоре Миклашевском
- «Собрание олимпийских сочинений» (8 серий, лето 2008) — руководитель авторской группы русскоязычной версии
- «Елизавета Туктамышева. Три с половиной» (25 марта 2015)

Комментировал вместе с серебряным призёром Олимпийских игр 1992 года Ольгой Богословской чемпионаты мира, Европы и другие легкоатлетические соревнования. Также комментировал Гран-при, чемпионаты России, Европы, мира по фигурному катанию с 2000 года до закрытия «России-2» 31 октября 2015 года, после чего начал сотрудничать с её преемником — «Матч ТВ» (см. ниже). В частности, на домашней Олимпиаде 2014 года в Сочи работал с однофамильцем — трёхкратным чемпионом мира и Европы Олегом Васильевым

### НТВ
- «Один день» — главный редактор (1999—2001)
- «Борис Гребенщиков. Первый полтинник» (ноябрь 2003) — автор и продюсер
- «Бежать из ГУЛАГа» (18 декабря 2003) из цикла «Новейшая история»
- «Блокада Ленинграда» (2 серии, 2004) — автор сценария, продюсер. Фильм получил приз международного кинофестиваля «Закон и общество» (сейчас называется «DetectiveFEST»)
- «Олимпийские тайны России» (август 2004) — сценарист[38][39]
- «Наказание. Русская тюрьма вчера и сегодня» (18 серий, осень и зима 2006/2007) — автор и продюсер[40]

### ТВ-6/ТВС
- «Один день»: руководитель съёмочной группы проекта (2001—2003). Двукратный финалист конкурса ТЭФИ в номинации «Публицистическая программа» (2001, 2002)
- «Тайны финской войны» (2002): автор и продюсер
- «Петербург от А до Я. Новая энциклопедия» (10 серий, 2003): главный редактор[41]

### Телеканалы Петербурга
Пятый канал
- «Герои новой России» (14 серий, 2006—2007) из цикла «Живая история»[42]
- «Моё родное» (2014—2018): сценарист, продюсер. Финалист ТЭФИ-2018 в номинации «Телевизионный проект о спорте»[43]
- «Гоша, не горюй!» (21 мая 2017): генеральный продюсер, закадровый голос

100ТВ
- «Истории и легенды Ленфильма» (32 серии, 2007—2009)
- «Россия. Здоровое будущее» (25 июня 2009): ведущий телевизионного марафона
- «Коммунальная столица» (5 серий, апрель 2011) — цикл и телемарафон. Сюжет удостоен премий ТЭФИ и «Золотое перо». Сокращённый повтор на 1 канале 15 июня 2013 года под названием «Коммунальный рай»
- «Балтийское небо Людмилы Гурченко» (7 апреля 2011)[44]
- «Звёзды петербургского спорта» (25 серий, 2012)[45]
- Главный редактор телеканала с апреля 2012 по май 2013 года
- «Блокадники в коммуналках» (24 января 2013): ведущий телемарафона
- «Прорвать блокаду» (24 января 2013): автор сценария, продюсер
- «Блокада. Голод» (8 сентября 2013)[46]
- «Звезда СКА» (сентябрь 2013 — апрель 2015). Текущее название — «Болеем за наших!»

78
- «Всех вылечим» (16 выпусков, сентябрь-декабрь 2018)
- «Игорь Москвин. 90!» (15 сентября 2019)[47]
- «Алексей Мишин. 78» (4 серии, 22 декабря 2019)
- «Олег Басилашвили. Честно!» (4 серии, 19 и 26 января 2020)
- «Вирус» (7 февраля 2020)
- «Петербуржцы» (10 фильмов, декабрь 2021)

### Матч ТВ
Ведущий:
- «1+1» (не менее 14 серий, 2015—2016) — документальный цикл о том, как взаимодействуют спортсмен и тренер[48]
- «Леонид Слуцкий. Полюбите футболиста!» (4 марта 2016)
- «Реальный спорт» (30 марта 2016), вместе с Ольгой Васюковой
- «Драмы большого спорта» (6 серий, 2016)
- «Звёзды премьер-лиги» (12 серий, 2016—2017)
- «Юлия Ефимова. Всё только начинается!» (24 июля 2017)[49]
- «Стюардесса по имени Лиза Туктамышева» (7 марта 2019)
- «Конёк Чайковской» (30 декабря 2019)[50]
- «Внуки Победы» (9 мая 2020)[51]
- «Дневник Олимпиады, которой не было» (14 серий, лето 2020)
- «Александра Трусова. В четыре оборота!» (4 августа 2020)[52]
- «Валерий Харламов на высокой скорости» (14 января 2023)[53]
- «Магия большого спорта» (не менее 6 серий, 2022—2023)
- «Самый лучший тренер в мире — Павел Фёдорыч Садырин» (18 сентября 2023)
- «Царица Тамара Быкова» (21 декабря 2023)
- «Владимир Сальников: не надо спорить с тренером» (15 апреля 2024)
- «Век нашего спорта» (не менее 25 серий, 2024—2025)[54]
- «Борис Михайлов. Жить, не сглаживая углы» (6 октября 2024)
- «Вячеслав Платонов. Тренер победы» (7 января 2025)
- «Такие люди должны жить! Алексей Прокуроров» (8 января 2025)
- «Владимир Петров. Центр нападения» (14 июня 2025)

Эксперт:
- «Реальный спорт» (6 ноября 2015)
- «Все на матч!» (2016)

Комментатор:
- Лёгкая атлетика на летних Олимпийских играх 2016 (с Ольгой Богословской, вечерние трансляции)
- Фигурное катание на зимней Универсиаде 2019 (с Еленой Радионовой)[55]
- Чемпионат мира по фигурному катанию 2019 (с Еленой Радионовой)[56]

### ТВ 21+(Мурманск)
«Норильский никель. 85 лет» (18 июля 2020)